# Ucee
Ucee is het pseudoniem van Ulrich Coldenhoff (Meester Cornelis, 15 februari 1890 - Zwollerkerspel, 25 augustus 1963). Hij was een Nederlands detectiveschrijver die in Nederlands-Indië woonde. Soms wordt het pseudoniem ontrafeld als S.H. Ulrich Coldenhoff, hetgeen waarschijnlijk veroorzaakt wordt door Persoonlijke documenten, een bibliografie over Nederlands-Indië en Indonesië van Dorothee Buur uit 1973. S.H. verwijst echter naar de dochter van de auteur, Sylvia Heralda Coldenhoff.
Ulrich Coldenhoff werkte bij de Post- en telegraafdienst en later bij de KPM, de Koninklijke Paketvaart Maatschappij. Onder het pseudoniem Ucee publiceerde hij, hoogstwaarschijnlijk, als eerste Nederlander een detectiveroman die zich in Nederlands-Indië afspeelt. Dit boek met de titel De schoonste triomf van den Indo-detective verscheen in 1924. Er werden  nog vier andere titels gepubliceerd. Er wordt in krantenadvertenties nog een vijfde titel genoemd, De roode gerbara maar het lijkt er sterk op dat hiermee het verhaal dat onder de titel De schrik der Don Juans gepubliceerd werd wordt bedoeld. 
De verhalen zijn meer koddige en onderhoudende avonturenromans dan serieuze detectiveromans. Ze geven een aardig beeld van het leven en vermaak in Nederlands-Indië. De slimme detective is een Indo, die geassisteerd wordt door een erg domme blanke en soms ook nog door een Ambonees.   
Het spookhuis van Tandjong-Priok verscheen ook in het Maleis, Roemah hantoe di Tandjong-Priok. Alleen de debuutroman beleefde twee herdrukken, in 1962 en 1986, voorzien van een inleiding door Tjalie Robinson.